# Společný hrob a pomník obětem pochodu smrti ve Fojtově Kraši
Společný hrob a pomník obětem pochodu smrti se nachází na hřbitově v osadě Fojtova Kraš v okrese Jeseník. Společný hrob je kulturní památkou ČR. Hrob je evidován v centrální evidenci válečných hrobů (CZE-7102-07298).

## Historie
V lednu 1945 začala evakuace koncentračního tábora Osvětim a Březinka. Tisíce vězňů se vydaly na tzv. pochod smrti na západ. Trasa transportu vězňů procházela koncem ledna 1945 severní části Jesenicka a také územím Vidnavy. Na hřbitově ve Fojtově Kraši je pohřbeno devatenáct obětí pochodu smrti, které byly svezeny z celého území Vidnavy a pohřbeny 21. ledna 1945. Hrob byl upraven v roce 1965 a 1999.

## Popis
Společný hrob byl ohraničen obrubníkem a zaujímá dvě hrobová místa. Na dvou sloupcích je umístěn pomník z černého leštěného mramoru, který byl postaven v roce 1965. Na pomníku je nápis: OBĚTEM POCHODU SMRTI, vpravo v rohu : věnuje SPB 1965. Hrob byl upraven překrytím hrobovými deskami (podle fotografií).